# Agencia de Promoción de Exportaciones e Inversiones (Brasil)
La Agencia de Promoción de Exportaciones e Inversiones (Brasil) (Apex-Brasil) tiene la misión de promover las exportaciones de los productos y servicios del país, contribuir para la internacionalización de las empresas brasileñas y atraer inversiones extranjeras para Brasil.
La Agencia trabaja para aumentar el número de empresas exportadoras, agregar valor a productos exportados, consolidar la presencia de Brasil en mercados tradicionales y abrir nuevos mercados en el exterior para los productos y servicios Brasileños. Para alcanzar tales objetivos, la Apex-Brasil oferta productos y servicios en las áreas de Información, Calificación para Exportación, Promoción Comercial, Posicionamiento y Imagen y Apoyo a la Internacionalización.
Por medio de proyectos realizados con entidades sectoriales (Asociaciones, Institutos etc), la Apex-Brasil organiza acciones de promoción comercial como visitas de compradores extranjeros al país, así como de periodistas especializados y formadores de opinión, misiones prospectivas y misiones comerciales a mercados prioritarios para las exportaciones brasileñas, rondas de negocios con importadores y apoyo a la participación de empresas brasileñas en las grandes ferias internacionales.
Actualmente, la Apex-Brasil apoya a más de 70 sectores de la economía brasileña, divididos en los complejos de Alimentos, Bebidas y Agroindustria, Moda, Tecnología y Salud, Casa y Construcción Civil, Servicios y Máquinas y Equipamientos.
En su esfuerzo para internacionalización de las empresas brasileñas, la Agencia mantiene aún Centros de Negocios en Bogotá, Bruselas, Dubái, Jerusalén, Miami, Moscú, Pekín, San Francisco y Shanghai.

## Estructura
Apex-Brasil fue creada en 1997 y ganó autonomía presupuestaria en 2003. Su misión es promover las exportaciones de productos y servicios brasileños, contribuyendo para la internacionalización de empresas brasileñas y la atracción de inversiones extranjeras. En 2007, inició una extensa acción de estímulo a la inversión extranjera en el país y a partir de 2008 fortaleció el trabajo de capacitación del empresario nacional.
De cara a los desafíos del escenario internacional, nuevas asociaciones público/privadas están siendo cerradas, con el objetivo de hacer más agresiva la política de promoción de exportaciones. Hoy la Agencia en asociación con entidades representativas de 70 sectores de la industria apoya aproximadamente 5000 empresas, realizando 760 eventos al año en más de 60 países.
La sede de la Agencia de Promoción de Exportaciones e Inversiones (Brasil) fue proyectada con el objetivo de presentar el mejor de la producción nacional.
Todo el material utilizado en la decoración de esta sede pertenencia a la pauta exportadora brasileña, como pisos, móviles y artesanías, transformando la agencia en un gran salón de muestras de productos brasileños.
Mostrando aún más la diversidad natural y la tecnología desarrollada en Brasil, promocionando la cadena productiva conectada al etanol y energías renovables brasileñas en el exterior. El Etanol brasileño es el más competitivo del mundo, con el más pequeño coste de producción, mejor equilibrio energético y mayor productividad.
Además de prestigiar y mostrar a los visitantes la diversidad, la calidad y la belleza del que es producido en el país, la Apex-Brasil también homenajea 10 personalidades, cuyos trabajos son reconocidos tanto en Brasil cuánto en el exterior. Esas personas fueron escogidas bajo dos aspectos: sector económico de actuación y origen geográfico.
Los homenajeados componen las salas de reunión, el espacio de convivencia y la biblioteca de la Agencia. Cada uno de esos espacios tiene el nombre de uno ilustre brasileño que contribuyó para la consolidación de la imagen del país en el exterior en los diversos sectores apoyados por la Apex-Brasil, ayudando en la consolidación positiva de la imagen de Brasil.

### Estructura de dirección de la APEX-Brasil
APEX-Brasil tiene la siguiente estructura de dirección:
- Consejo Deliberativo.
- Consejo Fiscal.
- Dirección-Ejecutiva.

### Consejo Deliberativo
El Consejo Deliberativo está compuesto por un representante de cada uno de los órganos y entidades a continuación relacionados, con sus respectivos suplentes, todos con mandato de dos años:
- Ministerio de Relaciones Exteriores de Brasil (el canciller es el presidente)
- Ministerio de Economía de Brasil
- Ministerio de Agricultura de Brasil
- Banco Nacional de Desenvolvimento Econômico e Social|Banco Nacional de Desarrollo Económico y Social (BNDES)
- Secretaría Especial de Inversiones del Ministerio de Economía
- Cámara de Comercio Exterior – CAMEX (sin voto)
- Confederación Nacional de la Industria (CNI)
- Asociación de Comercio Exterior de Brasil (AEB)
- Confederación Nacional de la Agricultura (CNA)
- Servicio Brasileño de Apoyo a las Micro y Pequeñas Empresas (SEBRAE)

### Seminarios de Cultura Exportadora
Los Seminarios de Cultura Exportadora visan diseminar y promover la cultura exportadora para el empresariado brasileño, con énfasis en las empresas de pequeño y medio porte, especialmente las no exportadoras. Estos seminarios acostumbran ocurrir durante los ENCOMEX – Encuentros de Comercio Exterior, promovidos por el Ministerio del Desarrollo, Industria y Comercio Exterior (MDIC), y también en las acciones de la Casa del Exportador, cuando la Apex-Brasil participa de grandes ferias sectoriales en Brasil, capacitando las empresas brasileñas por medio de la mejor comprensión del ambiente de negocios internacionales.

## Promoción Comercial
Los servicios de Promoción Comercial de la Apex-Brasil posibilitan a los empresarios brasileños el contacto directo con los compradores internacionales, visando el aumento de sus exportaciones, sea por medio de la participación en ferias sectoriales y rondas de negocios promovidas por los Proyectos Sectoriales Integrados, o por medio de la participación en ferias multisectoriales, de la aproximación con tradings companies o de la realización de acciones específicas con compradores internacionales, organizadas directamente por la Agencia.

### Proyectos Sectoriales Integrados – PSI’s
Los Proyectos Sectoriales Integrados, ejecutados bajo la forma de asociación entre la Apex-Brasil y las asociaciones representativas de los sectores económicos brasileños, ofertan una gran diversidad de acciones de promoción comercial, específicas para cada uno de los sectores contemplados. Por tratarse de un servicio que búsqueda el fortalecimiento de los sectores brasileños en el mercado internacional en el largo plazo, los PSIs pueden contemplar desde acciones de aumento de la competitividad de las empresas, como certificaciones y adaptación de productos, hasta la organización de la participación de las empresas brasileñas en ferias internacionales específicas del sector, además de promover la venida de compradores internacionales para negociar en Brasil, entre otras acciones. Actualmente, la Apex-Brasil posee Proyectos Sectoriales Integrados en asociación con más de 60 sectores de la economía brasileñas, distribuidos en los complejos de Alimentos, Bebidas y Agronegócios, Casa y Construcción, Moda, Máquinas y Equipamientos, Tecnología y Salud y Entretenimiento y Servicios.

### Ferias Multisectoriales
La participación de empresas brasileñas en Ferias Multisectoriales posibilita la exposición y comercialización de productos y servicios de diferentes sectores en mercados-blanco variados. Este tipo de feria es vuelto prioritariamente para empresas ya exportadoras, siendo importante destacar que no es obligatorio que estas estén vinculadas a los Proyectos Sectoriales Integrados de la Apex-Brasil para participar de este tipo de acción. Las principales ferias multisectoriales apoyadas por la Apex-Brasil actualmente son la EXPOCOMER (Panamá), FILDA (Angola), FIHAV (Cuba), ANUGA (Alemania) y SIAL (Francia).

### Misión Comercial
Las Misiones Comerciales organizadas por la Apex-Brasil tienen como objetivo la promoción de negocios, asociaciones, la prospecção de nuevos mercados, la divulgación de productos brasileños o el intercambio de tecnologías. Antes de cada misión, la Apex-Brasil analiza los sectores con mayores oportunidades en el mercado a ser visitado, e identifica y organiza la participación de potenciales compradores para la realización de las rondas de negocios con los empresarios brasileños en el mercado-blanco. De esta forma, la acción de la Apex-Brasil potencializa las oportunidades de concretización de negocios con compradores internacionales.

### Proyecto Comprador
Esta acción tiene como objetivo la realización de rondas de negocios, en Brasil, entre compradores extranjeros y los empresarios exportadores brasileños. La ventaja de este tipo de acción en relación con la Misión Comercial es que el empresario brasileño no necesita desplazarse para el exterior para la realización de negocios, una vez que la Apex-Brasil organiza y custeia la venida de compradores extranjeros para las negociaciones. Otra ventaja es que el Proyecto Comprador permite al comprador extranjero conocer la estructura productiva de las empresas brasileñas, colaborando para la creación de mayores vínculos comerciales entre exportador y comprador.

### Proyecto Tradings
El objetivo del Proyecto Tradings es la inserción de empresas en el mercado internacional por medio de comerciales exportadoras (tradings). Para alcanzar ese objetivo, la Apex-Brasil actúa, prioritariamente, en dos frentes: la promoción de encuentros de negocios, en Brasil y en el exterior, entre tradings y compradores internacionales, y acciones objetivando la aproximación entre la industria brasileña y las tradings. Otro foco importante del proyecto es la inserción de productos brasileños en mercados-blanco donde es más viable la acción por medio de Trading Companies, como es el caso de Angola, Japón y Cingapura.

### Promoción de Negocios en Cadenas Minoristas
La promoción de negocios en grandes Cadenas Minoristas internacionales tiene como objetivo la comercialización de productos brasileños en ancha escala para los consumidores finales de los mercados-blanco. Esta acción visa envolver empresas brasileñas exportadoras con alto grado de experiencia, o ya internacionalizadas, en negociaciones directas con redes como Wal Mart, Carrefour, Harrod’s y Printemps, entre otras.

## Posicionamiento e Imagen
Los servicios de Posicionamiento e Imagen de la Apex-Brasil visan mejorar la percepción de los productos y servicios brasileños en el mercado internacional, facilitar el acceso de las empresas brasileñas a los mercados y prospectar oportunidades de negocios de exportación, por medio del desarrollo de cualificaciones relacionadas con la gestión de marketing internacional en las empresas. Son acciones vueltas esencialmente para empresas exportadoras expertas o internacionalizadas, pues exigen alta capacidad de entrega y calidad superior en sus productos.

### Promoción de los Complejos
Acciones conjuntas de los sectores, visando el mejor posicionamiento de los productos brasileños en mercados prioritarios. Esta acción tiene con foco en el consumidor intermediario del mercado-blanco, como grandes distribuidores y formadores de opinión. Apex-Brasil trabaja con los siguientes complejos:
- Sabores de Brasil: promoción de los sectores de Alimentos y Bebidas, como cafés especiales, frutas procesadas, carnes diferenciadas, masas y preparaciones alimenticias en general. Los atributos trabajados son la diversidad, calidad y sustentabilidad del sector de Alimentos y Bebidas brasileño.
- Moda Brasil: promoción de los sectores conectados a la Moda, como vestuario, calzados, cosméticos, joyas, bolsas y accesorios. Los atributos trabajados son la diversidad y estilo de vida del brasileño como diferencial en la moda internacional.
- Brasil Casa Design: promoción de los sectores conectados a la Casa y Construcción, como móviles, artículos de decoración, revestimientos y metales sanitarios, entre otros. Los atributos trabajados son la diversidad y la calidad en el sector de Casa y Construcción brasileño.
- Brasil Tecnológico: promoción de los sectores conectados a la tecnología en general, comprendiendo: Tecnología de la Información, Máquinas y Equipamientos, Biociencias, entre otros.
- Talento Brasil: promoción de los sectores conectados a Entretenimiento y Servicios, como audiovisual, cine, propaganda, de entre otros. Los atributos trabajados en esa acción son la permeabilidad cultural y talento.

### Eventos Ancla
Son eventos que atraen la atención mundial y sirven como plataforma para divulgar productos y servicios brasileños, como por ejemplo, la Fórmula Indy, la Copa del Mundo, y las Olimpíadas. Participando de este tipo de acción, las empresas brasileñas se benefician del alta exposición de su marca y productos en eventos ya consolidados en la mídia internacional.

### Consultoría en Gestión de Marcas Sectoriales
El público blanco de este producto son las Entidades Sectoriales compañeras de la Agencia, y su objetivo es el perfeccionamiento del proceso de construcción y gestión de marcas, dejando de lado el foco en la “logotipia” y pasando al establecimiento de una política de gestión integrada de marca, visando mejor posicionamiento de los sectores brasileños en el mercado internacional.

## Apoyo a la Internacionalización
Actualmente con Centros de Negocios en los cinco continentes, la Apex-Brasil oferta servicios de Apoyo a la Internacionalización como un importante recurso para viabilizar la inserción definitiva de empresas brasileñas en mercados externos, por medio de asesoría en la planificación del proceso de internacionalización, establecimiento de oficinas locales, asociaciones con distribuidores, llegando hasta la exposición y venta de productos brasileños en puntos de muestra especializados localizados en puntos estratégicos en los mercados-blanco.

### Planificación Estratégica de Internacionalización
Servicio aún en desarrollo, se trata de la inserción de empresas exportadoras expertas en un intenso proceso de preparación para su internacionalización, yendo desde la identificación de los mercados-blanco más adecuados, hasta la preparación de un plan de negocios para la internacionalización y la búsqueda por líneas de crédito específicas para financiar esta nueva fase de la empresa, a través de compañeros como el BNDES.

### Investigaciones de Mercado
Estudio customizado realizado por especialistas en los mercados en que se encuentran los Centros de Negocios de la Apex-Brasil, abordan ítems específicos relacionados al producto y a la empresa demandante como, por ejemplo, la aceptación del producto en aquel mercado, los canales de distribución más adecuados y los principales concurrentes en aquel país. A partir de esta investigación, los CN´s pueden también levantar listas de potenciales compradores y hacer el matchmaking entre el exportador brasileño y estos potenciales compradores. Por tratarse de un servicio específico para una única empresa, este estudio es pagado.

### Apoyo a la Instalación Local
Este servicio es un apoyo total para el proceso de internacionalización de la empresa brasileña. Son ofertados servicios administrativos como alquiler de oficina, orientación para contratación de abogados, contadores y otros profesionales liberales, secretaria virtual, de entre otros. Resaltamos que este apoyo, actualmente, es ofertado por los Centros de Negocios de Miami y Dubái con posible expansión para los demás centros. Este también es un servicio que deberá ser custeado por la empresa a ser internacionalizada.

### Logística y Distribución
Los servicios de Logística y Distribución sirven para acopio y distribución de los productos brasileños en el mercado internacional. Actualmente, son ofertados por los centros de negocios en Miami y Dubái. Tiene cómo objetivo agilizar la entrega del producto al cliente final, una vez que la mercancía ya esta en el país de destino. Este también es un servicio pagado por la empresa que está utilizando el almacén.

### Brasil Point
Brasil Point será una tienda concepto, con exposición de productos brasileños en áreas de gran flujo comercial en los mercados-blanco, como en Jumeirah Beach Road, en Dubái, y en Coral Gables, en Florida, permitiendo la promoción y comercialización de estos productos para un público de poder adquisitivo elevado y formador de opinión en los mercados externos.

## Atracción de inversiones
Apex-Brasil promueve oportunidades de inversión para atraer inversores extranjeros directos a Brasil. La Agencia se concentra en empresas y proyectos que ofertan innovaciones tecnológicas y nuevas plantillas de negocios, que fortalecen las cadenas de suministro industrial, que tienen un impacto directo en la creación de empleos y que mejoran el volumen y la diversidad de las exportaciones brasileñas.
La Agencia está preparada para auxiliar en todas las etapas del proceso de decisión del inversor. El abanico de servicios va desde la identificación y el contacto con potenciales inversores de un segmento particular de la industria hasta ayudar un futuro inversor a entender Brasil. Nodos preparamos análisis sobre sectores de la industria y sobre los mercados, las tendencias económicas, y las orientaciones generales en materia jurídica y fiscal, y nodos suministramos informaciones sobre los costes de entrada, locales adecuados y disponibilidad de talentos. Trabajando con una extensa red de empresas, asociaciones y autoridades, Apex-Brasil también puede actuar como medio entre potenciales compañeros, proveedores y autoridades locales.
Apex-Brasil ha auxiliado a inversores e industrias de varios países en la creación de nuevas instalaciones, y ha desempeñado un papel fundamental en el direccionamiento de inversiones para Brasil. La agencia identificó también las oportunidades de inversión en varios sectores y presentó esas oportunidades para inversores del mundo todo.

### Elaboración de estrategias de atracción de inversiones extranjeras
- Divulgación de oportunidades en seminarios, fórums y rondas de inversiones en diversos países;
- Análisis de las ventajas sectoriales o locales para inversiones extranjeras.
- Identificación de inversores potenciales.
- Planificación y ejecución de acciones de atracción de inversiones.
- Mejoría del ambiente de negocios para atraer inversores.

### Sistematización de inteligencia sobre Brasil
- Organización política, administrativa y jurídica;
- Datos, proyecciones y fundamentos económicos;
- Dinámica poblacional;
- Sistema educacional.

### Conocimiento sobre sectores y mercados
- Tamaño y características de mercados;
- Distribución geográfica de la producción y de la demanda;
- Identificación de los competidores, socios y proveedores potenciales;
- Interlocución con entidades de clase.

### Orientación sobre el ambiente legal y regulatorio
- Cómo instalar empresas y cuáles las mejores alternativas;
- Contratación de empleados y expatriados;
- Normativas y órganos reguladores.

### Colaboración para realizar estudios de localización
- Disponibilidad de áreas y costes;
- Incentivos y recursos financieros;
- Aspectos fiscales y tributarios;
- Reglamentación y órganos de control ambiental;
- Disponibilidad, potencial y costes de los recursos humanos;
- Logística de insumos y distribución de productos;
- contactos con autoridades y entidades locales.

### Orientación y acompañamiento en la realización de visitas
- Conocimiento sobre las características socioeconómicas y culturales locales;
- Organización de reuniones con autoridades, órganos reguladores y potenciales compañeros;
- Identificación de proveedores para la realización de la inversión.

## Presencias de la Apex-Brasil en el Exterior
- Bélgica (Bruselas)
- Colombia (Bogotá)
- Emirados Árabes Unidos (Dubái)
- Estados Unidos (Miami)
- Israel (Jerusalén)
- China (Pekín)
- Rusia (Moscú)

## Presencias de la Apex-Brasil en Brasil
- Centro-Oeste – Brasília
- Sudeste - São Paulo
- Norte - Belém
- Sur - Porto Alegre
- Nordeste - Recife